# Cochinchina

Cochinchina ist auf der Karte Französisch-Indochinas gelb dargestellt.

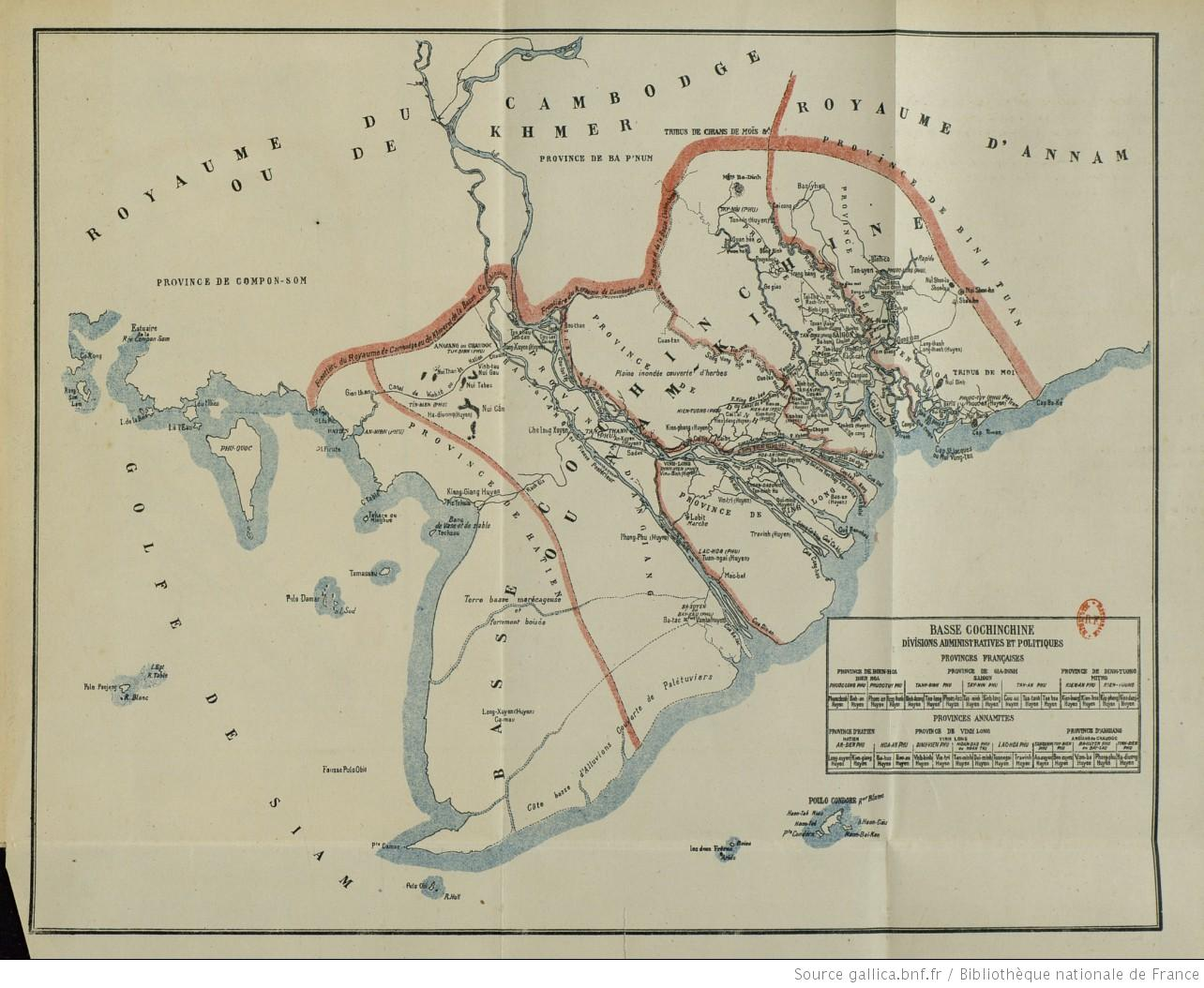
Karte von Cochinchina (1861). Im Norden grenzt das damalige Königreich Annam an.

Cochinchina, deutsch auch Kotschinchina, frz. Cochinchine, vietnamesisch Nam Kỳ (von chinesisch 南圻,  „Südgrenze“) ist eine alte Bezeichnung für den Süden Vietnams und Teile des östlichen Kambodschas, zwischen 1863 und 1954 vor allem für die französische Kolonie dieses Namens.

## Begriffsgeschichte
Eingeführt wurde der Begriff von dem Portugiesen Tomé Pires 1515 als Cauchy Chyna. Pires, der damals in Malakka verweilte, übernahm die Bezeichnung aus dem Malaiischen, wo diese ein Land zwischen Champa und China beschrieb. Der malaiische Begriff wiederum kam vom chinesischen Jiaozhi (chinesisch 交趾, Pinyin Jiāozhǐ, vietnamesisch: Giao Chỉ), der ganz Vietnam einschließlich des Unterlaufs und Deltas des Roten Flusses bezeichnete. China wurde angefügt, um das Land von dem indischen Cochin zu unterscheiden. Jedoch erscheint die umgekehrte Form Chinacochim bereits 1502/3 auf genuesischen Karten, bevor die Europäer das Südchinesische Meer und damit Malakka befuhren.
Später, im 16. Jahrhundert, wurde damit der separate Nguyễn-Staat um die Stadt Huế bezeichnet, was 1679, mit der Gründung des Apostolischen Vikariats Cochinchina, allgemeiner europäischer Sprachgebrauch wurde. Somit wurde ab dem 17. Jahrhundert zwischen Tongking im Norden und Cochinchina im Süden unterschieden. Der südlichere Teil um Gia Định (1979 mit Saigon zu Ho-Chi-Minh-Stadt vereinigt) und Đồng Nai wurde dann erst im späten 18. Jahrhundert als Nieder-Cochinchina bezeichnet.
Seit dem Ende der französischen Kolonialherrschaft über Indochina 1954 wird der Name Cochinchina immer seltener verwendet und ist heute ungebräuchlich. Die aktuelle Bezeichnung für den südlichen Landesteil von Vietnam lautet Nam Bộ.

## Französische Kolonie
1862 annektierte Frankreich Cochinchina als Kolonialgebiet. Die Mitte und der Norden wurden als Annam und Tongking französische Protektoratsgebiete unter der nominellen Herrschaft des Kaisers von Huế.
Nach dem Deutsch-Französischen Krieg 1870/71 stand zur Diskussion, ob Cochinchina nicht an das Deutsche Reich als französische Reparation abgetreten werden sollte. Dies lehnte Reichskanzler Bismarck jedoch ab.
Das 56. Statistische Jahrbuch von Frankreich für die Periode 1940–45 gibt eine Fläche von 64.700 km² an (Vietnam insgesamt 328.000 km²). Die Bevölkerung im Jahr 1936 betrug 4.616.000 (von 18.972.000 für Vietnam insgesamt).